# Coleophora gomerella
Coleophora gomerella é uma espécie de mariposa do gênero Coleophora pertencente à família Coleophoridae.